# Simon Jenko

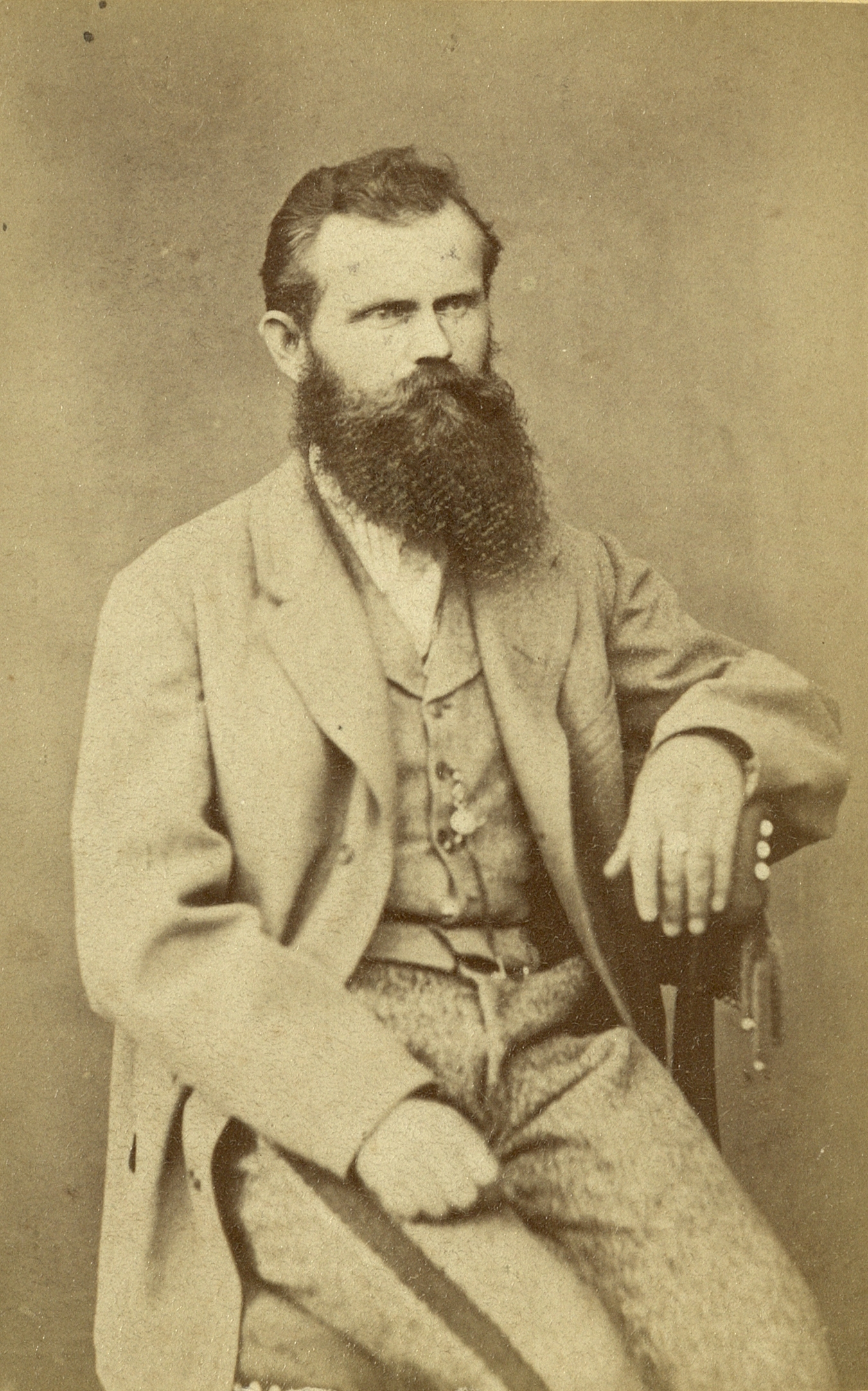
Simon Jenko.

Simon Jenko (* 27. Oktober 1835 in Podreča, Kaisertum Österreich; † 18. Oktober 1869 in Kranj, Österreich-Ungarn) war ein slowenischer Dichter.
Er gilt als der bedeutendste Lyriker der slowenischen Literatur während der Romantik und des Realismus. Simon Jenko schrieb unter anderem den Text der alten slowenischen Nationalhymne Naprej zastava slave.